# The Essential Pansy Division
The Essential Pansy Division è la seconda raccolta e l'ottavo album complessivo dei Pansy Division.

## Tracce

### CD
1. Who Treats You Right – 2:21
2. Fem In A Black Leather Jacket – 2:03
3. Anthem – 2:24
4. I'm Gonna Be A Slut – 2:09
5. Horny In The Morning – 1:35
6. Dick Of Death – 2:40
7. Bad Boyfriend – 2:29
8. The Summer You Let Your Hair Grow Out – 2:11
9. Spiral – 3:08
10. Denny (Naked) – 2:31
11. Boyfriend Wanted – 2:51
12. Luv Luv Luv – 2:35
13. James Bondage – 2:49
14. Vanilla – 2:08
15. Alpine Skiing – 3:11
16. Bunnies – 2:00
17. Groovy Underwea – 3:40
18. No Protection – 3:52
19. Sweet Insecurity – 4:03
20. Deep Water – 2:07
21. You're Gonna Need Your Friends – 3:16
22. The Best Revenge – 4:53
23. Negative Queen (Stripped Bare) – 2:15
24. Headbanger – 2:53
25. Political Asshole – 1:14
26. I Can't Sleep – 1:32
27. I Really Wanted You – 2:16
28. Cocksucker Club – 2:18
29. Homo Christmas – 2:31
30. He Whipped My Ass In Tennis (Then I Fucked His Ass In Bed) – 2:12
31. Two Way Ass (Traccia Bonus) – 0:16

### DVD
1. Hippy Dude – 3:23
2. Homo Christmas – 2:29
3. Touch My Joe Camel – 2:48
4. I Really Wanted You – 2:47
5. Manada – 2:10
6. Bad Boyfriend – 2:38
7. Vicious Beauty – 5:03
8. Fem In A Black Leather Jacket (Live) – 1:58
9. The Cocksucker Club (Live) – 2:12
10. Fuck Buddy (Live) – 2:14
11. Versatile (Live) – 2:43
12. Bad Boyfriend (Live) – 2:43
13. Interview – 3:29
14. You're Gonna Need Your Friends (Live) – 3:00
15. The Best Revenge (Live) – 4:58

## Formazione
- Jon Ginoli - voce, chitarra
- Chris Freeman - voce, basso; batteria (tracce 12)
- Patrick Goodwin - chitarra, voce (tracce 1, 7, 9, 12, 15, 18, 19, 21, 22, 30)
- Luis Illades - batteria; basso (tracce 12)
- Dustin Donaldson - batteria (tracce 5, 6, 8, 14, 24, 27)
- Lliam Hart - batteria (tracce 13, 17, 20, 26)
- Patrick Hawley - batteria (tracce 2, 3, 16, 18, 28, 29)
- Sally Schlosstein - batteria (tracce 11)
- Al Shatonia - chittara (tracce 24)